# John Morris (röstskådespelare)
John Charles Morris, född 2 oktober 1984, är en amerikansk röstskådespelare. Han har gjort rösten till Andy i Toy Story-filmerna sedan han var liten.

## Filmografi (urval)
- 1995 – Toy Story (röst)
- 1999 – Toy Story 2 (röst)
- 2010 – Toy Story 3 (röst)
- 2019 – Toy Story 4 (röst)